# Zang (Königsbronn)
Zang è una frazione del comune tedesco di Königsbronn nel circondario di Heidenheim, nel Baden-Württemberg. Si trova a sudovest del capoluogo sull'Albuch, una parte delle Alpi sveve, a un'altezza di 670 metri s.l.m. (chiesa).
Vi sono elementi che fanno ritenere questa frazione risalente al periodo Neolitico. Comunque le prime notizie scritte che la menzionano risalgono al 1356.
Fu abitata inizialmente da boscaioli, le cui abitazioni costituirono il primo agglomerato, ove si produceva anche carbone vegetale. 
Nel 1819 divenne comune indipendente per poi essere incorporato come frazione di Königsbronn nel 1971.